# Challenge Cup 2014/15 (Männer)
Die Volleyball-Saison 2014/15 des Challenge Cups der Männer wurde vom 18. Oktober 2014 bis zum 12. April 2015 ausgetragen. Sieger wurde Vojvodina Novi Sad aus Serbien in den Finalspielen gegen Benfica Lissabon aus Portugal.